# Danbury (New Hampshire)
Danbury in New Hampshire ist eine Town im Merrimack County. Es wurde nach Danbury in Massachusetts benannt, von wo einige der frühen Siedler kamen. Der Name Danbury geht auf ein Lager (-bury) der Dänen (Dan-) zurück, das im 11. Jahrhundert in England bestand. Die Town entstand durch Abspaltung aus einem Teil von Alexandria. Gemäß den Angaben des US-Census von 2020 hatte Danbury in diesem Jahr 1.250 Einwohner.

## Geographie

### Lage
Danbury liegt auf 247 Metern Höhe auf 43° 31′ 33.71″ Nord und 71° 51′ 45.84″ West. Es ist die nördlichste Gemeinde in Merrimack County und grenzt im Nordwesten an Grafton, im Nordosten an Alexandria, beide im angrenzenden Grafton County gelegen. Im Osten von Danbury liegt Hill, im Süden Andover und im Südwesten Wilmot. Durch Danbury fließt der Smith River von Grafton nach Hill, wo er in den Pemigewasset River mündet. Im Gemeindegebiet liegen unter anderem der School und der Bog Pond sowie der Waukeena Lake. Am Ragged Mountain hat Danbury seine höchste Erhebung.

### Klima
Danbury hat gemäß der Köppen-Geiger-Klassifikation ein sommerwarmes Kontinentalklima (Dfb). Die Jahresdurchschnittstemperatur beträgt 6° Celsius, wärmster Monat ist der Juli mit 21,2 °C, kältester der Januar mit −9,3 °C. Der jährliche Niederschlag beträgt 1064 mm und fällt an durchschnittlich 110 Tagen im Jahr. Der durchschnittliche Schneefall beträgt 2,04 Meter.

### Gemeindegliederung
Zu Danbury gehören neben dem gleichnamigen Kernort Elmwood, Fords Crossing, Fords Mill und South Danbury. Converse ist der Name des ehemaligen Bahnhofs South Danbury, der nach einem Eisenbahnunglück aus Sicherheitsgründen geändert wurde.

## Geschichte
Die ersten Siedler kamen im November 1771 und ließen sich im Osten des späteren Danbury nieder. Von dort aus breitete sich das besiedelte Gebiet langsam aus. 1782 wurde Alexandria als unabhängige, selbstverwaltete Gemeinde eingetragen. Danbury war ursprünglich ein Weiler auf dessen Gebiet. Der Weg zum Versammlungshaus in Alexandria führte über einen Berg und war so beschwerlich, dass eine Gruppe von Anwohnern die Staatsregierung ersuchte, eine eigene Gemeinde gründen zu dürfen. Dem Ersuchen wurde 1795 stattgegeben und die südliche Hälfte am 18. Juni des Jahres als Danbury registriert. Später wurden Teile von Wilmot und Hill zu Danbury dazugeschlagen, und 1874 wechselte Danbury seine Zugehörigkeit von Grafton nach Merrimack County.
Eine Beschreibung Neuenglands von 1859 erwähnt Rinder- und Schafhaltung. Es gab Gemeinden der Congregationalisten, der Methodisten und der Baptisten, zehn Schulbezirke und eine Oberschule und zwei Postämter in Danbury und in South Danbury. Neun Mühlen sägten Holz, zwei davon stellten Schindeln, Latten und Fassadenbretter her. Neben drei Läden gab es eine Gerberei. Deren Produkte wie auch Holz und Granat wurden über die Bahnstrecke Concord–White River Junction verfrachtet, die 1847 Danbury erreicht hatte. Eine weitere wichtige Rolle spielte die Eisenbahn für den Tourismus. Der Bahnhof in Danbury hatte neben dem Stationsgebäude mit Warteraum, Fahrkartenverkaufsstelle und Wohnung für den Stationsvorsteher mit Familie einen Frachtschuppen und ein Nebengleis zur Verladung von Holz und anderen Frachtgütern.

### Bevölkerungsentwicklung
| Jahr      | 1800 | 1810 | 1820  | 1830 | 1840 | 1850 | 1860 | 1870 | 1880 | 1890 |
| --------- | ---- | ---- | ----- | ---- | ---- | ---- | ---- | ---- | ---- | ---- |
| Einwohner | 165  | 345  | 467   | 786  | 800  | 934  | 947  | 796  | 760  | 683  |
| Jahr      | 1900 | 1910 | 1920  | 1930 | 1940 | 1950 | 1960 | 1970 | 1980 | 1990 |
| Einwohner | 654  | 592  | 516   | 498  | 578  | 496  | 435  | 489  | 680  | 884  |
| Jahr      | 2000 | 2010 | 2020  | 2030 | 2040 | 2050 | 2060 | 2070 | 2080 | 2090 |
| Einwohner | 1073 | 1164 | 1.250 |      |      |      |      |      |      |      |

## Infrastruktur und öffentliche Einrichtungen
Oberste Instanz der Stadtverwaltung sind drei Stadträte. Weitere Funktionen sind ein Verwaltungsassistent sowie zwei Vollzugsbeamte, die als Schreiber und Steuerbeamte fungieren, eine Finanzabteilung mit zwei Mitarbeitern, die Straßenabteilung mit einem Mitarbeiter und im weiteren Sinne die Freiwillige Feuerwehr, der ein Waldbrandwächter beigeordnet ist. In Danbury gibt es eine öffentliche Bibliothek, die George Gamble Public Library, ein Postamt, eine Müllumschlagstelle, eine Grundschule und ein Gemeindezentrum sowie mehrere Kirchen. Der Polizeichef arbeitet auf Teilzeitbasis, die medizinische Notfallversorgung erfolgt durch Freiwillige. Das nächste Krankenhaus ist das 16 Kilometer entfernte New London Hospital.

### Wirtschaft
Größtes Wirtschaftsunternehmen in Danbury ist das Skigebiet am Ragged Mountain. Es hat neben mehreren Abfahrtspisten einen Golfplatz sowie Beherbergungsmöglichkeiten. Danach folgt ein Hersteller von Bauteilen für Fertighäuser. Am Ort gibt es ein kleines Geschäft mit Tankstelle. Die nächsten Einkaufsmöglichkeiten finden sich in Bristol.

### Verkehr
Durch Danbury führt die US 4 von Portsmouth nach New York State, von der im Ortszentrum die Staatsstraße NH 104, der Ragged Mountain Highway, nach Bristol und zum Lake Winnipesaukee abzweigt. Der nächste Anschluss an einen Interstate, den I-93, ist 15 Meilen entfernt. Der nächstgelegene Flugplatz ist der Newfound Valley Airport in Bristol mit asphaltierter Bahn, der nächste Flughafen mit Linienverkehr der Lebanon Municipal Airport, 27 Meilen entfernt. Nach Boston, dem nächsten Interkontinentalflughafen, beträgt die Entfernung 100 Meilen.
Nachdem die Bahnstrecke stillgelegt wurde, hat Danbury keinen Anschluss an die Eisenbahn mehr. Die nächste Amtrak-Haltestelle befindet sich in Claremont. Auf der Bahntrasse wurde nach 1995 der Northern Rail Trail angelegt, ein befestigter Rad- und Wanderweg, der von Lebanon bis Concord geplant wurde und im Winter auch als Ski- beziehungsweise Motorschlittenpiste dienen kann.

## Sehenswürdigkeiten
- Northern Rail Trail
- Ragged Mountain
- South Danbury Christian Church

## Persönlichkeiten
- Julia Krass (* 1997), Freestyle-Skierin